# نسل صفر
نسل صفر، یا نسل پایه تلفن‌های همراه یا همان《یستم‌های تلفن رادیویی همراه》 مقدمه‌ای برای فناوری تلفن همراه سلولی مدرن بودند. از زمانی که نسل اول تلفن همراه سلولی راه اندازی شد، این سیستم‌ها گاهی به عنوان نسل ۰ 《نسل صفر》 هم شناخته می‌شدند. فناوری‌هایی که در سیستم‌های نسل صفر شامل می‌شدند، عبارت اند از : PTT یا Push To Talk، سیستم تلفن همراه یا MTS، سرویس تلفن همراه تقویت شده یا IMTS و AMTS که به معنی سیستم تلفن همراه پیشرفته‌است.
این سیستم‌های تلفن همراه قدیمی می‌توانستند از سایر سیستم‌های بسته تلفن رادیویی متمایز شوند به خاطر اینکه آن‌ها به عنوان سیستم‌های خدماتی تجاری بودند و قسمتی از شبکه تلفنی عمومی سوئیچ شده بودند که هر کدام شماره تلفن خود را داشتند، به خاطر همین هم متفاوت از شبکه‌های بسته از قبیل بی‌سیم پلیس یا سیستم تاکسی بی‌سیم بودند.
این تلفن‌های همراه عموماً در داخل ماشین‌ها یا کامیون‌ها جاسازی می‌شدند، بعدها مدل کیفی آن‌ها نیز ساخته شد. عموما، دستگاه انتقال دهنده داخل بدنه خودرو جاسازی شده و به «سر» 《نظور نمایشگر و گوشی》 که در کنار صندلی راننده قرار می‌گرفت، متصل بود.
این سیستم‌ها از طریق WCCها، RCC‌ها و فروشنده بی‌سیم‌های دو طرفه فروخته می‌شد. کاربران اصلی آن‌ها سرکارگرهای ساختمانی، دلال معاملات ملکی و افراد مشهور بودند.